# Dampiera stenostachya
Dampiera stenostachya är en tvåhjärtbladig växtart som beskrevs av Ernst Georg Pritzel. Dampiera stenostachya ingår i släktet Dampiera, och familjen Goodeniaceae. Inga underarter finns listade i Catalogue of Life.